# Вернер Лінденау
Вернер Лінденау (нім. Werner Lindenau; 21 вересня 1892, Гарделеген — 21 серпня 1975, Гамбург) — німецький військово-морський діяч, контрадмірал крігсмаріне (1 лютого 1942). 

## Біографія
1 квітня 1912 року вступив на флот. Пройшов підготовку у військово-морському училищі в Мюрвіку (1914) і на важкому крейсері «Ганза». Учасник Першої світової війни, служив переважно на міноносцях. Після демобілізації армії залишений на флоті. З 15 лютого 1923 року — командир міноносця, з 1925 року — роти корабельної кадрованої дивізії, з листопада 1926 року — в постійному складі військово-морських училищ. З 24 вересня 1928 року — 1-й торпедний офіцер на лінійному кораблі «Ельзас», з 25 лютого 1930 року — «Шлезвіг-Гольштейн». З 26 вересня 1930 року — начальник торпедної служби Кільского військово-морського арсеналу. З 27 вересня 1934 року — 1-й офіцер крейсера «Лейпциг», з 26 серпня 1936 року — офіцер Адмірал-штабу військово-морської служби в Гамбурзі. З 4 серпня 1938 року — командир лінійного корабля «Сілезія».
З 18 квітня 1939 року — начальник торпедного училища. Одночасно в серпні-жовтні 1940 року очолював морське командування в Булоні і при підготовці висадки в Англії повинен був командувати десантною флотилією «D». З 27 травня по 8 жовтня 1941 року також командував лінійним кораблем «Сілезія». 1 березня 1943 року призначений начальником торпедного арсеналу «Захід». З 15 червня 1943 року — вищий військово-морської командир в Парижі, з 17 серпня 1944 року — на Заході. Обидві посади були адміністративними, і компетенція Лінденау в основному поширювалася на бази і служби постачання. З 11 січня 1945 року — комендант каналу імператора Вільгельма. 8 травня 1945 року взятий в полон союзниками. 1 грудня 1946 року звільнений.

## Сім'я
Був одружений, в шлюбі народились 2 дочки і син.

## Нагороди
- Залізний хрест 2-го і 1-го класу
- Почесний хрест ветерана війни з мечами
- Медаль «За вислугу років у Вермахті»
  - 4-го, 3-го і 2-го класу (18 років; 2 жовтня 1936) — отримав 3 нагороди одночасно.
  - 1-го класу (25 років; 1 квітня 1937)
- Застібка до Залізного хреста 2-го класу
- Хрест Воєнних заслуг 2-го і 1-го класу з мечами